# 24-Stunden-Rennen von Spa-Francorchamps 2006

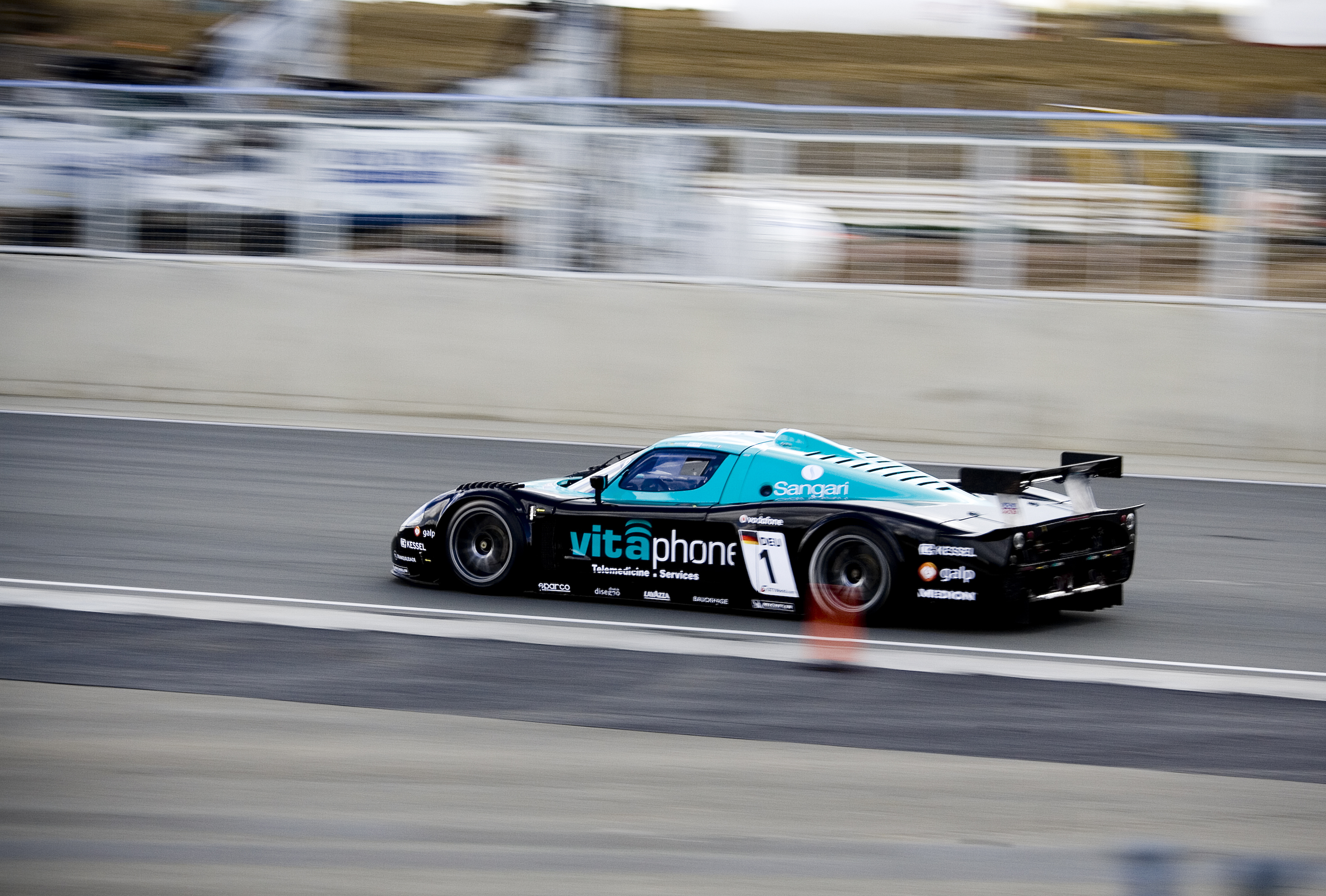
Der siegreiche Vitaphone-Maserati MC12 GT1

Das 58. 24-Stunden-Rennen von Spa-Francorchamps, auch Total Spa 24 Hours 2007, fand am 29. und 30. Juli 2006 auf dem Circuit de Spa-Francorchamps statt und war der vierte Wertungslauf der FIA-GT-Meisterschaft dieses Jahres.

## Das Rennen
Andrea Bertolini, Michael Bartels und Eric van de Poele gewannen im Vitaphone-Maserati MC12 GT1 das 24-Stunden-Rennen von Spa-Francorchamps. Damit wiederholte das deutsche Maserati-Team seinen Vorjahressieg. 2005 war Timo Scheider dritter Fahrer neben Bartels und van de Poele. Das Trio profitierte vom Ausfall des lange führenden Aston Martin DBR9 vier Stunden vor dem Rennende. Dazu Karl Wendlinger, der zum Zeitpunkt des Ausfalls am Steuer saß: „Ich hatte plötzlich keinen Antrieb mehr. Ohne technische Probleme hätten wir ganz sicher ums Podium gekämpft. Denn vom Speed her waren wir bei der Spitze dabei, Ich glaube, wieder eine Antriebswelle.“

## Ergebnisse

### Schlussklassement
| 1               | GT1 | 1   | Vitaphone Racing Team      | Andrea Bertolini Michael Bartels Eric van de Poele                         | Maserati MC12 GT1             | 589 |
| 2               | GT1 | 5   | Phoenix Racing             | Andrea Piccini Jean-Denis Delétraz Marcel Fässler Stéphane Lémeret         | Aston Martin DBR9             | 589 |
| 3               | GT1 | 4   | GLPK-Carsport              | Mike Hezemans Bert Longin Anthony Kumpen Kurt Mollekens                    | Chevrolet Corvette C6.R       | 580 |
| 4               | GT1 | 23  | BMS Scuderia Italia        | Christian Pescatori Fabio Babini Peter Kox Tomáš Enge                      | Aston Martin DBR9             | 578 |
| 5               | GT1 | 34  | PSI Experience             | Jos Menten Jean-Philippe Belloc Patrick Bornhauser Fréderic Bouvy          | Chevrolet Corvette C6.R       | 565 |
| 6               | GT2 | 59  | AF Corse                   | Mika Salo Rui Águas Timo Scheider                                          | Ferrari F430 GT2              | 560 |
| 7               | GT2 | 58  | AF Corse                   | Jaime Melo Matteo Bobbi Stéphane Ortelli                                   | Ferrari F430 GT2              | 557 |
| 8               | GT1 | 9   | Zakspeed Racing            | Jaroslav Janiš Sascha Bert Andrea Montermini Jan Charouz                   | Saleen S7R                    | 554 |
| 9               | GT2 | 62  | Scuderia Ecosse            | Nathan Kinch Andrew Kirkaldy Marino Franchitti                             | Ferrari F430 GT2              | 548 |
| 10              | GT2 | 80  | Spyker Squadron            | Jeroen Bleekemolen Jonny Kane Donny Crevels                                | Spyker C8 Spyder GT2-R        | 541 |
| 11              | GT1 | 36  | PSI Experience             | Pertti Kuismanen Markus Palttala Bernard Dehez Vincent Radermecker         | Chevrolet Corvette C5-R       | 530 |
| 12              | GT2 | 66  | Team Felbermayr-Proton     | Christian Ried Gerold Ried Horst Felbermayr senior Horst Felbermayr junior | Porsche 911 GT3-RSR           | 530 |
| 13              | GT2 | 63  | Scuderia Ecosse            | Tim Mullen Chris Niarchos Allan Simonsen                                   | Ferrari F430 GT2              | 524 |
| 14              | G2  | 197 | Manthey Racing Porsche AG  | Lucas Luhr Sascha Maassen Marcel Tiemann                                   | Porsche 997 GT3-RSR           | 518 |
| 15              | G2  | 111 | Manthey Racing Porsche AG  | Timo Bernhard Marc Lieb Pedro Lamy                                         | Porsche 997 GT3-RSR           | 512 |
| 16              | GT2 | 78  | Ice Pol Racing Team        | Yves Lambert Christian Lefort Marc Goossens Marc Duez                      | Porsche 911 GT3-RS            | 512 |
| 17              | G3  | 116 | Signa Racing               | Patrick Chaillet Laurent Nef Loïc Deman Christophe Geoffroy                | Dodge Viper Competition Coupe | 511 |
| 18              | GT2 | 71  | RSV Motorsport             | Ronald Severin Domingo Romero Michel Ligonnet Peter Sundberg               | Ferrari F430 GT2              | 510 |
| 19              | GT2 | 72  | AB Motorsport              | Antonio De Castro Bruno Barbaro Renato Premoli                             | Porsche 911 GT3-RS            | 507 |
| 20              | G3  | 195 | Prospeed Competition       | François Duval Christophe Kerkhove Christian Kelders Pascal Nelissen-Grade | Porsche 911 GT3 Cup           | 504 |
| 21              | G2  | 179 | JMB Racing                 | Didier de Radiguès Charles de Pauw Alain van den Hove Paul Belmondo        | Ferrari 360 Modena GTC        | 498 |
| 22              | G2  | 199 | Jetalliance Racing Team    | Lukas Lichtner-Hoyer Thomas Gruber Klaus Engelhorn Armand Fumal            | BMW M3 GTR                    | 492 |
| 23              | G3  | 113 | Pouchelon Racing           | Gilles Duqueine Gaël Lesoudier Benoit Rousselot Stéphane Lacroix-Wasover   | Dodge Viper Competition Coupe | 484 |
| 24              | G3  | 117 | Jean Charles Levy          | Philippe Levy Jean Charles Levy Michel Mitieus Gérard Tremblay             | Porsche 911 GT3 Cup           | 481 |
| 25              | GT2 | 74  | Ebimotors                  | Luigi Moccia Emanuele Busnelli Johnny Mowlem                               | Porsche 911 GT3-RSR           | 468 |
| 26              | G2  | 194 | Prospeed Competition       | Rudi Penders Franz Lamot Jean-François Hemroulle                           | Porsche 911 GT3-RS            | 464 |
| 27              | G2  | 107 | Red Racing                 | Romain Yvon Thierry Stépec Hervé Knapick Olivier Muytjens                  | Chrysler Viper GTS-R          | 441 |
| 28              | G3  | 121 | Speedlover                 | Julien Schell Jürgen van Hover Roger Grouwels                              | Porsche 911 GT3 Cup           | 437 |
| Ausgefallen     |     |     |                            |                                                                            |                               |     |
| 29              | GT1 | 33  | JetAlliance Racing Team    | Karl Wendlinger Philipp Peter Christophe Bouchut Robert Lechner            | Aston Martin DBR9             | 413 |
| 30              | GT2 | 70  | GPC Sport                  | Gabriele Gardel Fabrizio De Simone Luca Drudi Marco Cioci                  | Ferrari F430 GT2              | 390 |
| 31              | G3  | 110 | GPR Racing                 | Nicolas de Gastines Philippe Haezebrouck Tom Cloet                         | Porsche 911 GT3 Cup           | 388 |
| 32              | GT2 | 52  | Renauer Motorsport Team    | Wolfgang Kaufmann Luca Moro Manfred Jurasz Darryl O’Young                  | Porsche 911 GT3-RSR           | 307 |
| 33              | G3  | 115 | BMS Scuderia Italia        | Franco Groppi Toni Seiler Davide Stancheris Diego Alessi                   | Aston Martin DBRS9            | 264 |
| 34              | G3  | 105 | First Motorsport           | Jean-Claude Meert Peter van Delm Maxime Martin Dries Heyman                | Porsche 911 GT3 Cup           | 232 |
| 35              | GT1 | 24  | BMS Scuderia Italia        | Fabrizio Gollin Miguel Ramos Gabriele Lancieri Matteo Malucelli            | Aston Martin DBR9             | 179 |
| 36              | GT2 | 56  | JMB Racing                 | Antoine Gosse Peter Kutemann Jean-Pierre Malcher                           | Ferrari F430 GT2              | 144 |
| 37              | GT2 | 75  | Ebimotors                  | Emmanuel Collard Luca Riccitelli Romain Dumas                              | Porsche 911 GT3-RSR           | 141 |
| 38              | GT2 | 55  | JMB Racing                 | Tim Sugden Iradj Alexander Jean-Michel Martin Stéphane Daoudi              | Ferrari F430 GT2              | 133 |
| 39              | G3  | 114 | Pouchelon Racing           | Anthony Reid Ian Khan Paul van Splunteren Maxime Dumarey                   | Dodge Viper Competition Coupe | 125 |
| 40              | G3  | 118 | Pilotage Passion           | Christian Beau Philippe Nozière Rémy Brouard Olivier Baron                 | Dodge Viper Competition Coupe | 55  |
| 41              | GT1 | 35  | Selleslagh Racing Team     | Geoffroy Horion Maxime Soulet Niederlande David Hart Chris Buncombe        | Chevrolet Corvette C5-R       | 52  |
| 42              | GT1 | 2   | Vitaphone Racing Team      | Thomas Biagi Jamie Davies Vincent Vosse                                    | Maserati MC12 GT1             | 44  |
| 43              | G2  | 101 | Belgian Racing             | Bas Leinders Renaud Kuppens Jérôme d'Ambrosio                              | Gillet Vertigo Streiff        | 43  |
| Nicht gestartet |     |     |                            |                                                                            |                               |     |
| 44              | GT2 | 77  | Autoracing Club Bratislava | Miroslav Konôpka Steve van Bellingen Štefan Rosina Damien Coens            | Porsche 911 GT3-RSR           | 1   |

1 nicht gestartet

### Nur in der Meldeliste
Hier finden sich Teams, Fahrer und Fahrzeuge, die ursprünglich für das Rennen gemeldet waren, aber aus den unterschiedlichsten Gründen daran nicht teilnahmen.
| Pos. | Klasse | Nr. | Team                   | Fahrer                              | Chassis            |
| ---- | ------ | --- | ---------------------- | ----------------------------------- | ------------------ |
| 45   | Gt2    | 69  | Team Felbermayr-Proton | Gerold Ried Horst Felbermayr senior | Porsche 996 GT3-RS |

### Klassensieger
| Klasse | Fahrer           | Fahrer          | Fahrer            | Fahrer              | Fahrzeug                      | Platzierung im Gesamtklassement |
| ------ | ---------------- | --------------- | ----------------- | ------------------- | ----------------------------- | ------------------------------- |
| GT1    | Andrea Bertolini | Michael Bartels | Eric van de Poele |                     | Maserati MC12 GT1             | Gesamtsieg                      |
| GT2    | Mika Salo        | Rui Águas       | Timo Scheider     |                     | Ferrari F430 GT2              | Rang 6                          |
| G2     | Lucas Luhr       | Sascha Maassen  | Marcel Tiemann    |                     | Porsche 997 GT3-RSR           | Rang 14                         |
| G3     | Patrick Chaillet | Laurent Nef     | Loïc Deman        | Christophe Geoffroy | Dodge Viper Competition Coupe | Rang 17                         |

### Renndaten
- Gemeldet: 45
- Gestartet: 43
- Gewertet: 28
- Rennklassen: 4
- Zuschauer: unbekannt
- Wetter am Renntag: warm und trocken
- Streckenlänge: 7,004 km
- Fahrzeit des Siegerteams: 24:01:39,542 Stunden
- Gesamtrunden des Siegerteams: 589
- Gesamtdistanz des Siegerteams: 4125,356 km
- Siegerschnitt: 171,00 km/h
- Pole Position: Marcel Fässler – Aston Martin DBR9 (#5) – 2:14,871 = 186,200 km/h
- Schnellste Rennrunde: Vincent Vosse – Maserati MC12 GT1 (#2) – 2:16,847 = 183,510 km/h
- Rennserie: 4. Lauf zur FIA-GT-Meisterschaft 2006